# Franz Seraph von Dietrichstein
Pour les articles homonymes, voir Famille de Dietrichstein et Dietrichstein (homonymie).
Franz Seraph von Dietrichstein (en tchèque : František z Ditrichštejna), né  le 22 août 1570 à Madrid (Espagne) et mort le 19 septembre 1636 à Brünn (Moravie), est un cardinal moravo-autrichien du XVIe siècle et XVIIe siècle, évêque d'Olomouc de 1599 jusqu'á sa mort. 

## Biographie
Issu de la noble famille de Dietrichstein, Franz Seraph est le fils cadet d'Adam von Dietrichstein (1527-1590), diplomate au service de la monarchie de Habsbourg à la cour du roi Philippe II d'Espagne, et de son épouse Marguerite Folch de Cardon (morte en 1609). Sa grand-mère du côté paternel, Barbara de Rottal était possiblement une fille illégitime de l'empereur Maximilien Ier.
Von Dietrichstein fait ses études universitaires à Vienne et à Prague, puis au Collège romain, l'université pontificale à Rome, où il devient un ami du cardinal Ippolito Aldobrandini, le futur pape Clément VIII. Un alumni du Collegium Germanicum, il devint, à l'âge de 21 ans, chanoine du chapitre d'Olomouc, deux ans plus tard de Wrocław (Breslau) et de Passau. En 1594, il a été appelé à devenir prévôt de  Litoměřice (Leitmeritz), en Bohême. 
Le 3 mars 1599, son ami, le pape Clément VIII le crée cardinal lors du consistoire du 3 mars, et attribua à lui le titre de San Silvestro in Capite. La même année, contre le gré du chapitre d'Olomouc, il est élu évêque d'Olomouc. Le cardinal Dietrichstein participa aux deux conclaves de 1605 (élection de Léon XI et Paul V), pas à celui de 1621 (élection de Grégoire XV) ou de 1623 (élection d'Urbain VIII). 
Il n'est entré en fonction à Olomouc que le 9 juin 1600. Un partisan de la Contre-Réforme, il contribua au renouveau de l'Église catholique à l'instar de Philippe Néri et du concile de Trente. Il défendait des idées de l'humanisme et encouragea la culture, les arts, les sciences et l'éducation. Il fit également agrandir le chœur de la cathédrale Saint-Venceslas en style du premier baroque.
Dès 1607, le cardinal von Dietrichstein est président du conseil privé de l'empereur Rodolphe II de Habsbourg. Il reprèsente l'empereur dans les négociations avec son frère Matthias, lequel il couronna roi de Bohême le 23 mai 1611. En 1617, il couronna également son successeur, Ferdinand II de Habsbourg.
Grâce à ses efforts, la Révolte de Bohême de 1618 tout d'abord ne s'étend pas au margraviat de Moravie. Néanmoins, l'année suivante, il fut renvoyé de ses fonctions par les États protestants, chassé du pays, et ses biens sont confisqués. Après la bataille de la Montagne-Blanche en novembre 1620, il a pu revenir. Il reçut d'autres vastes domaines des mains de l'empereur Ferdinand II, et il fut generalkommissar et gouverneur de la Moravie de 1621 à 1628. Le 16 mars 1624, il est élevé au rang de prince du Saint-Empire. Il est nommé gouverneur impérial de Moravie, Bohème et de la Basse-Autriche en 1636.

### Sources
- Fiche du cardinal sur le site fiu.edu